# Turistická značená trasa 3056

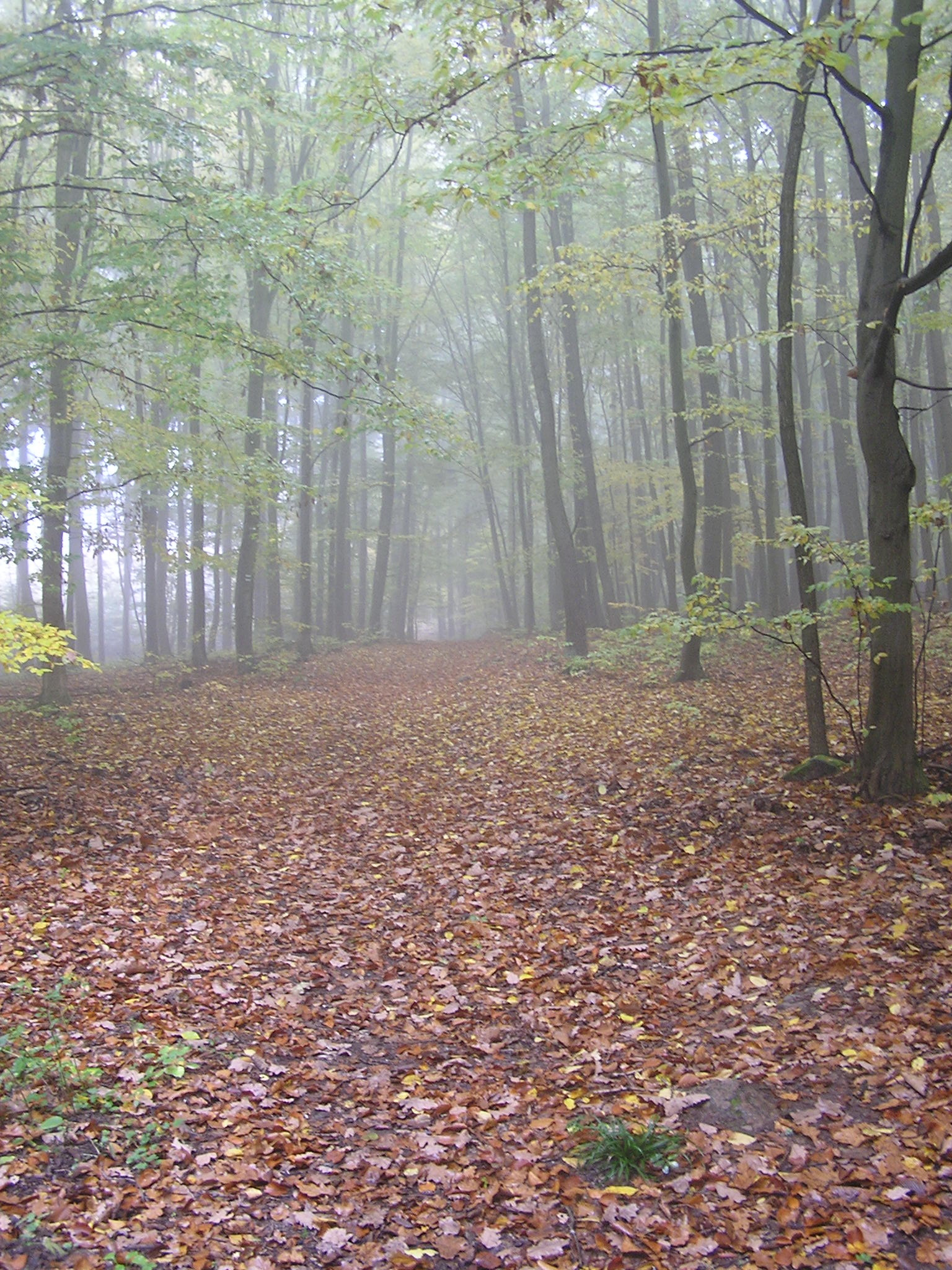
Trasa mezi rozcestím v polesí Jestřáb a rozcestím V Potocích

Turistická značená trasa 3056 značená zeleně vede v CHKO Křivoklátsko z Karlovy Vsi v okrese Rakovník k rozcestí Hřeben v okrese Beroun. Měří 13 km.

## Popis trasy
Trasa začíná na okraji Karlovy Vsi na rozcestí U Buku. Odtud vede společně s modrou značkou č. 1022 po zpevněné cestě lesem k rozcestí Špička jihozápadně od vrcholu Špička (531 m n. m.) (tam se s ní modrá rozchází), odkud vede z kopce do Broum. Tam se dotkne žlutě značené trasy č. 6127 k hájovně Hřebeny. Z Broum pokračuje po nezpevněné cestě přes vršek Kopaniny (466 m n. m.) do Kublova, kde opět zkříží žlutou značku, ovšem jinou, okružní č. 6047 na Točník či Velíz. Z Kublova dojde po silnici pod Zdickou skalku a pak po nezpevněné lesní cestě kolem hájovny Kolna a přes rozcestí v polesí Jestřáb (kde kříží červenou č. 0035 vedoucí po Hředelské cestě) k rozcestí V Potocích nedaleko pod Vraní skálou (opět kříží okružní žlutou č. 6047, kterou křížila již v Kublově) a odtud sedlem mezi Plešivcem (495 m) a Hřebenem k rozcestí Hřeben nedaleko Knížkovic, kde končí zaústěním do modře značené trasy č. 1021 Zdice–Hudlice.

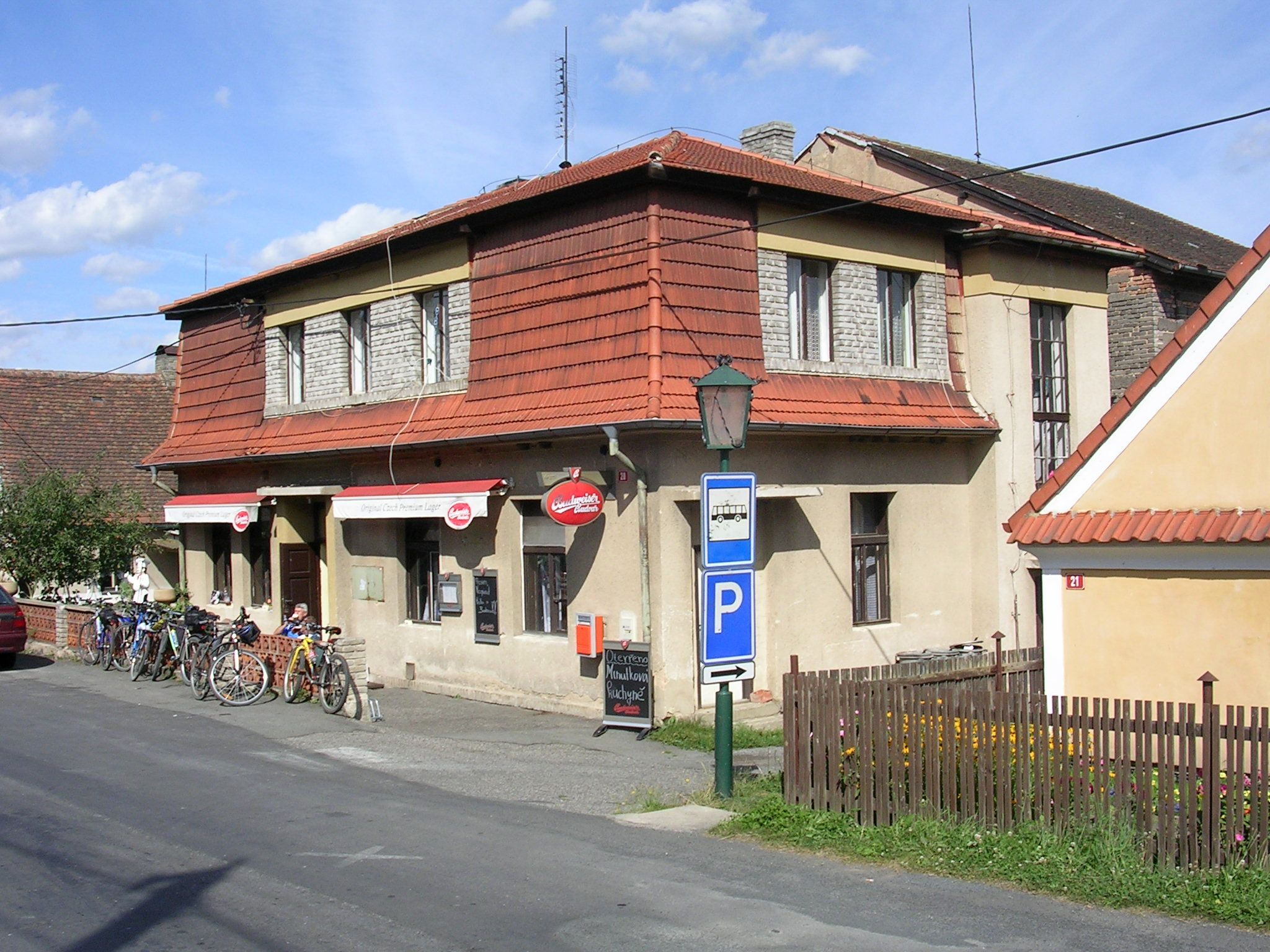
Karlova Ves, restaurace U Buku
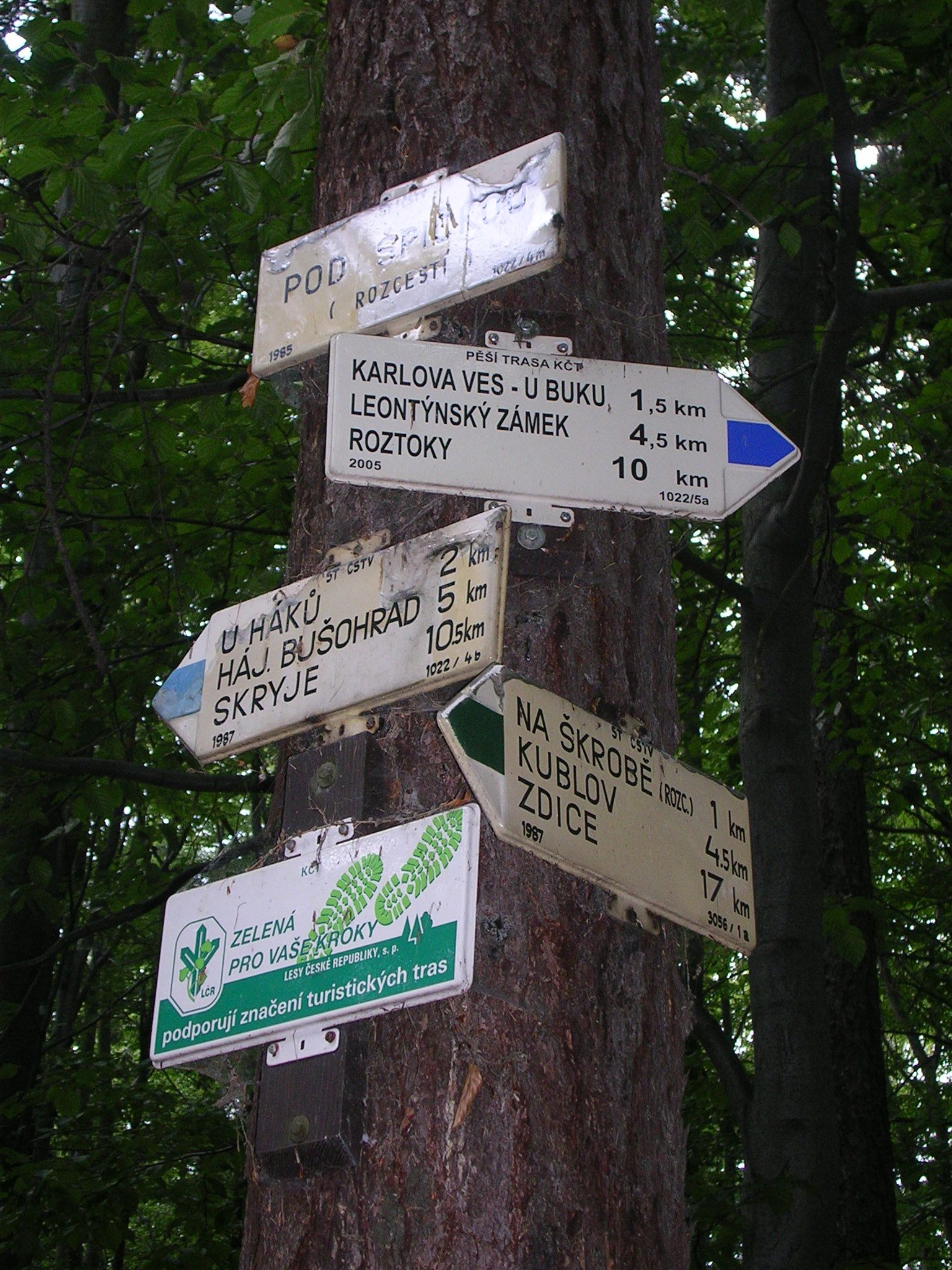
Rozcestník Pod Špičkou
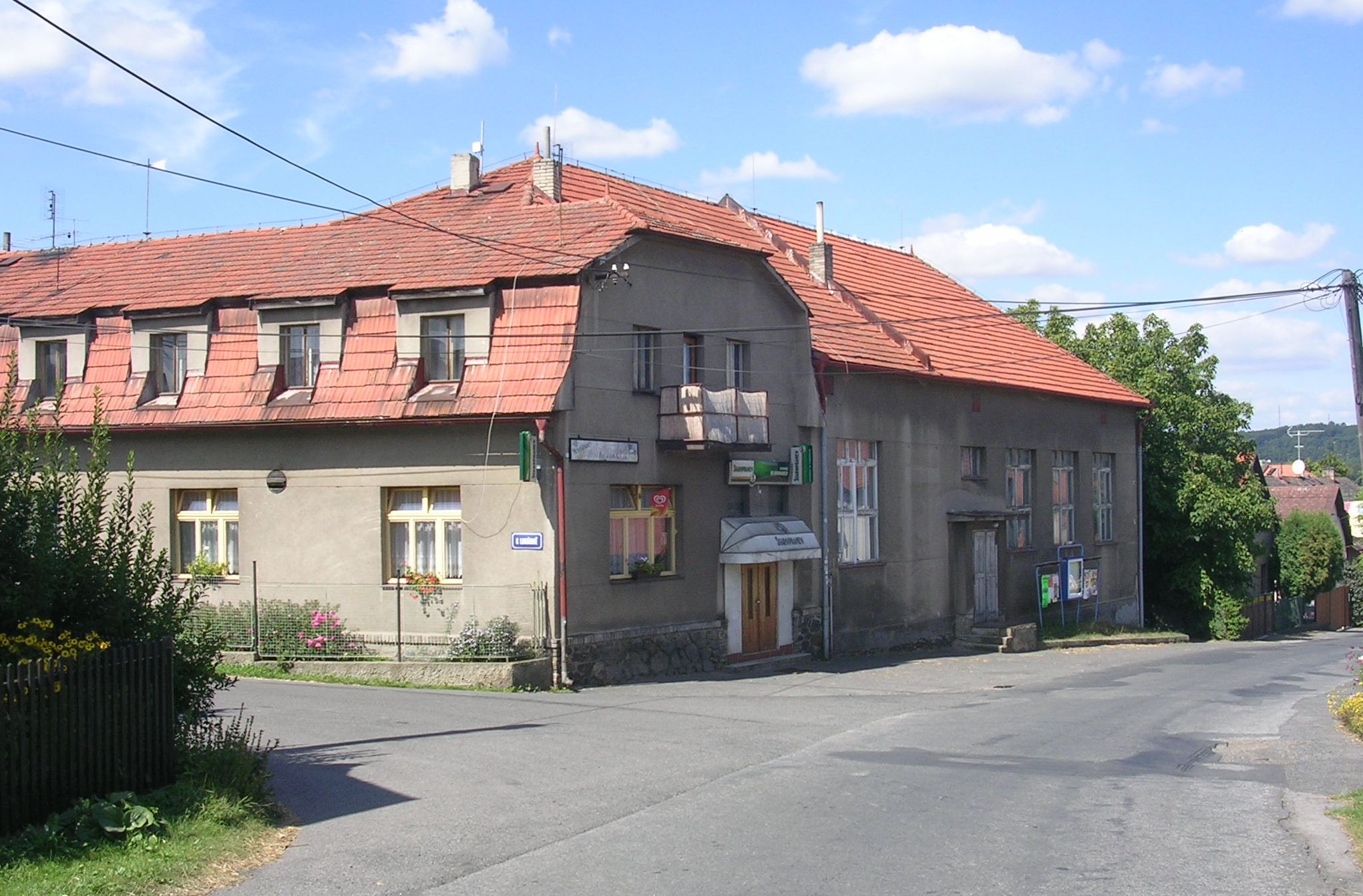
Broumy, hostinec Na Vinohradech
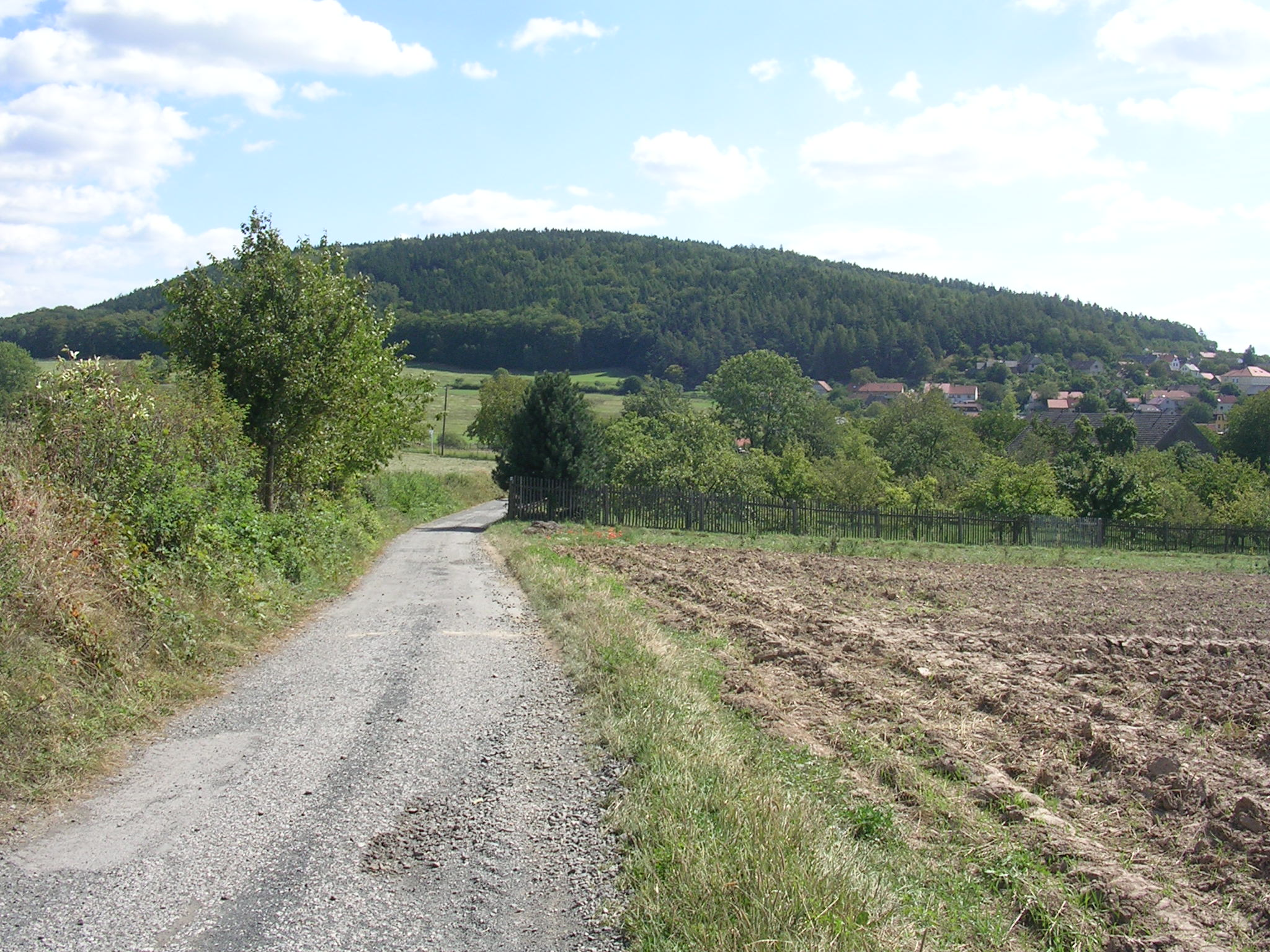
Kublov a Velíz z vrchu Kopaniny
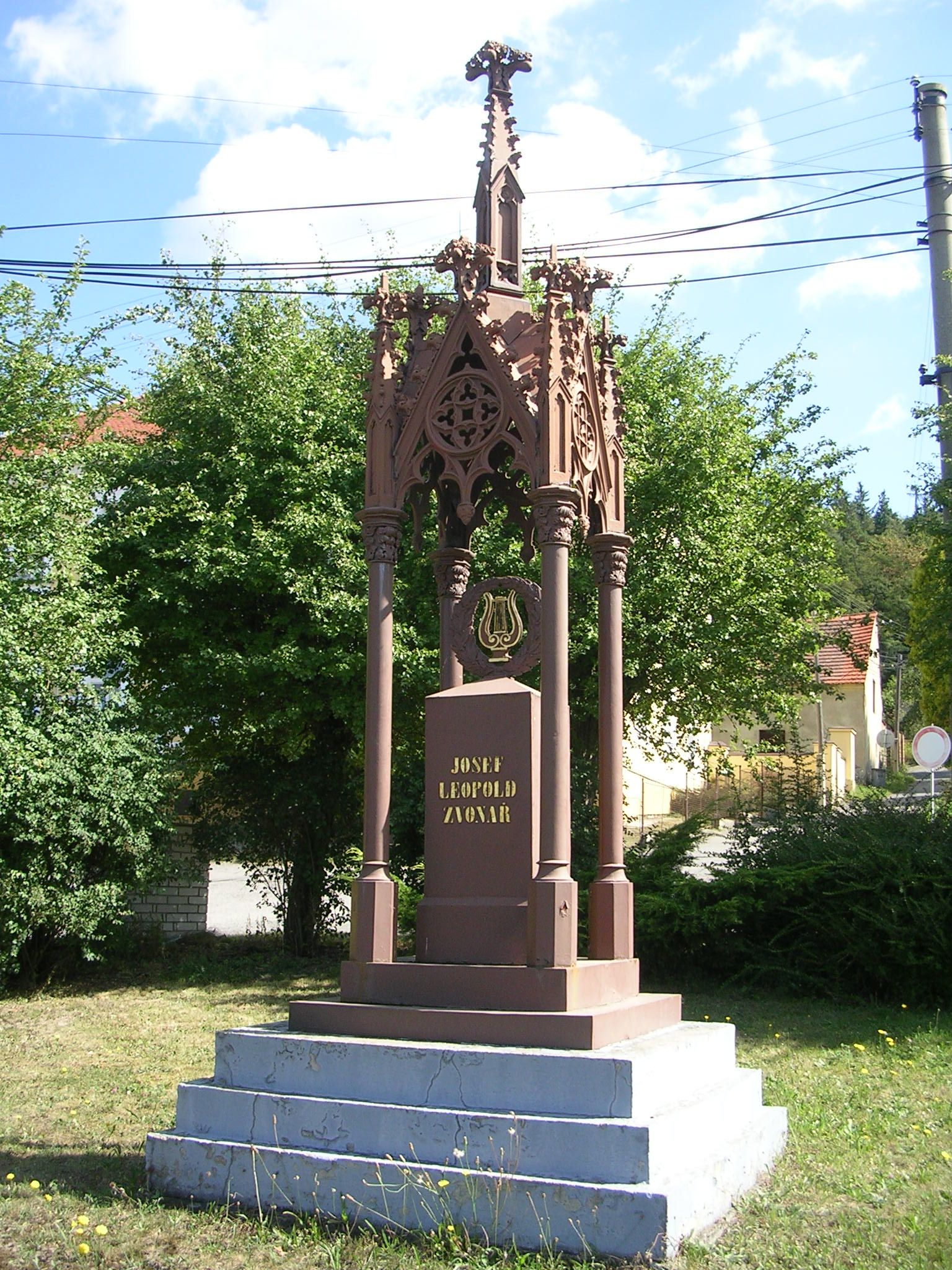
Kublov, pomník Josefu Leopoldu Zvonařovi
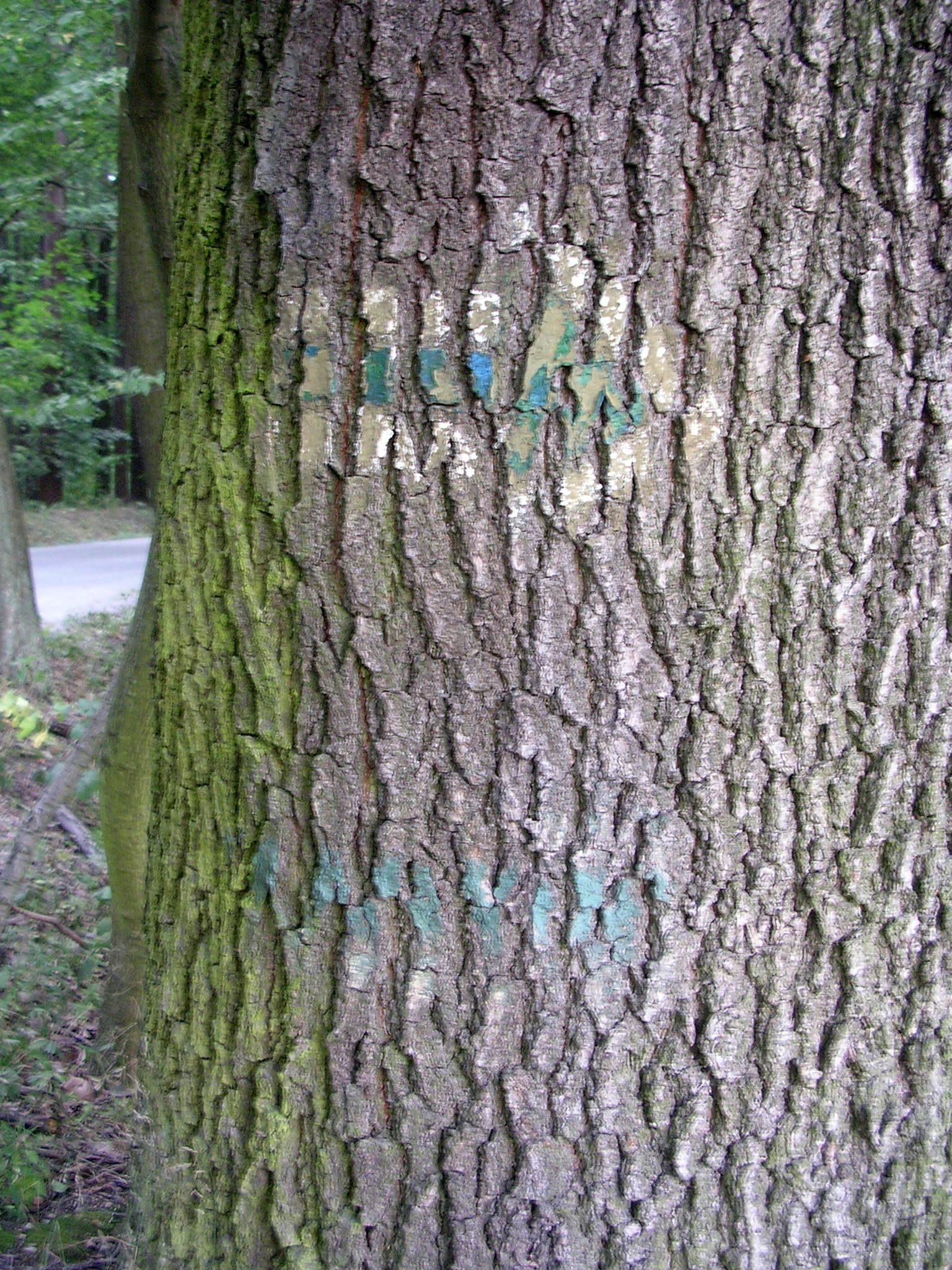
Pozůstatky starých šipek u hájovny Kolna
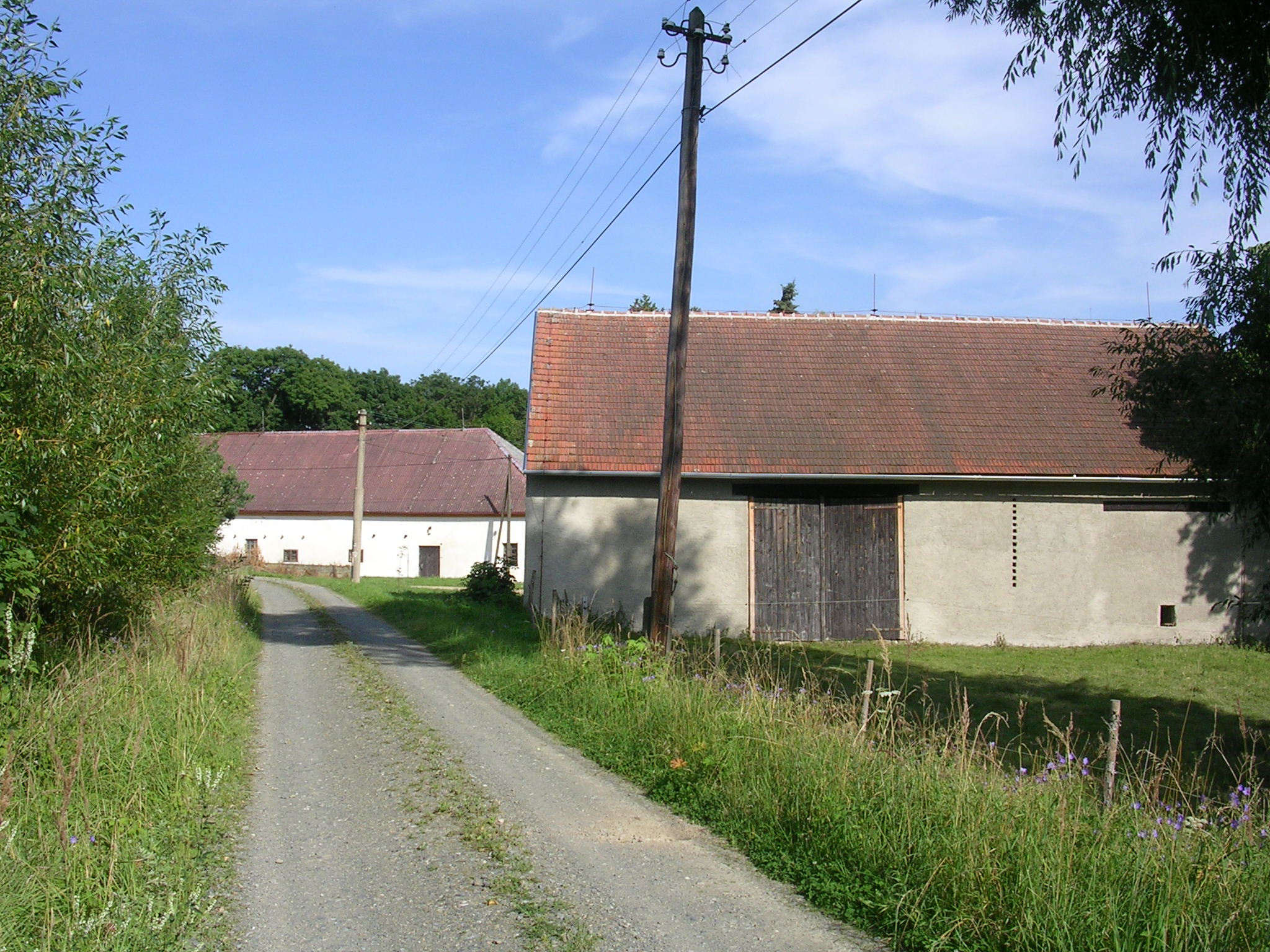
Cesta u hájovny Kolna
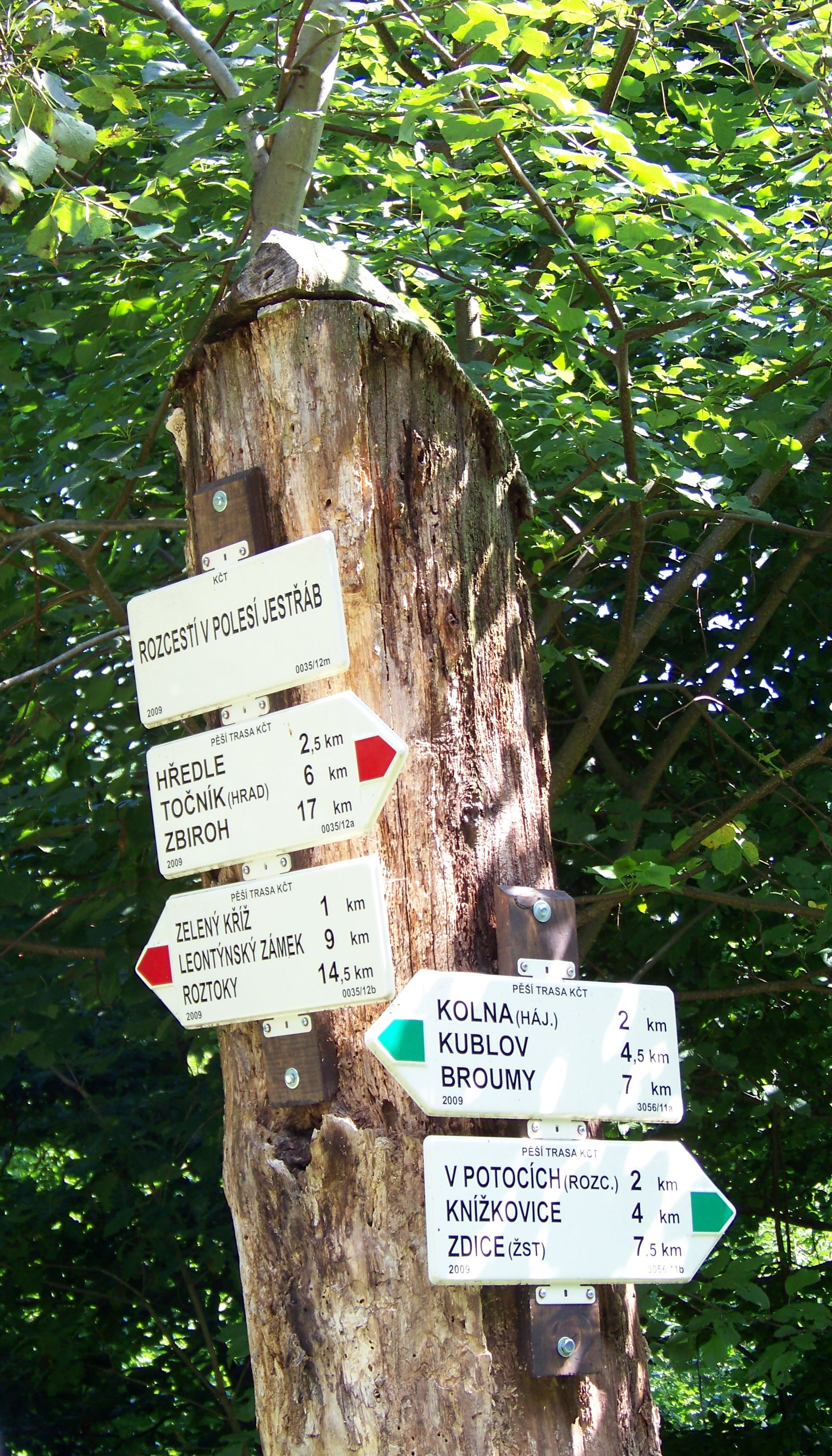
Rozcestník v polesí Jestřáb
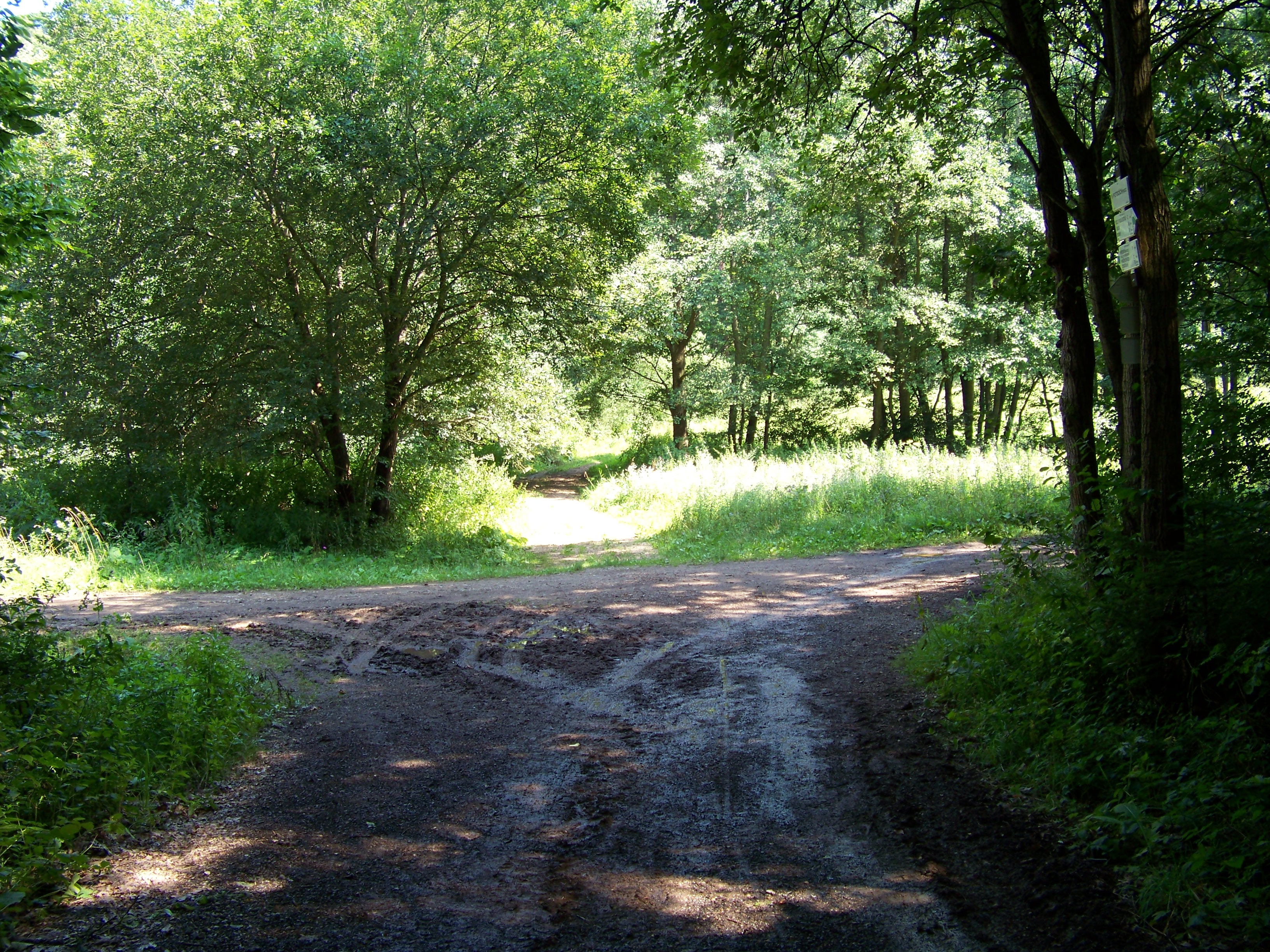
Rozcestí V Potocích
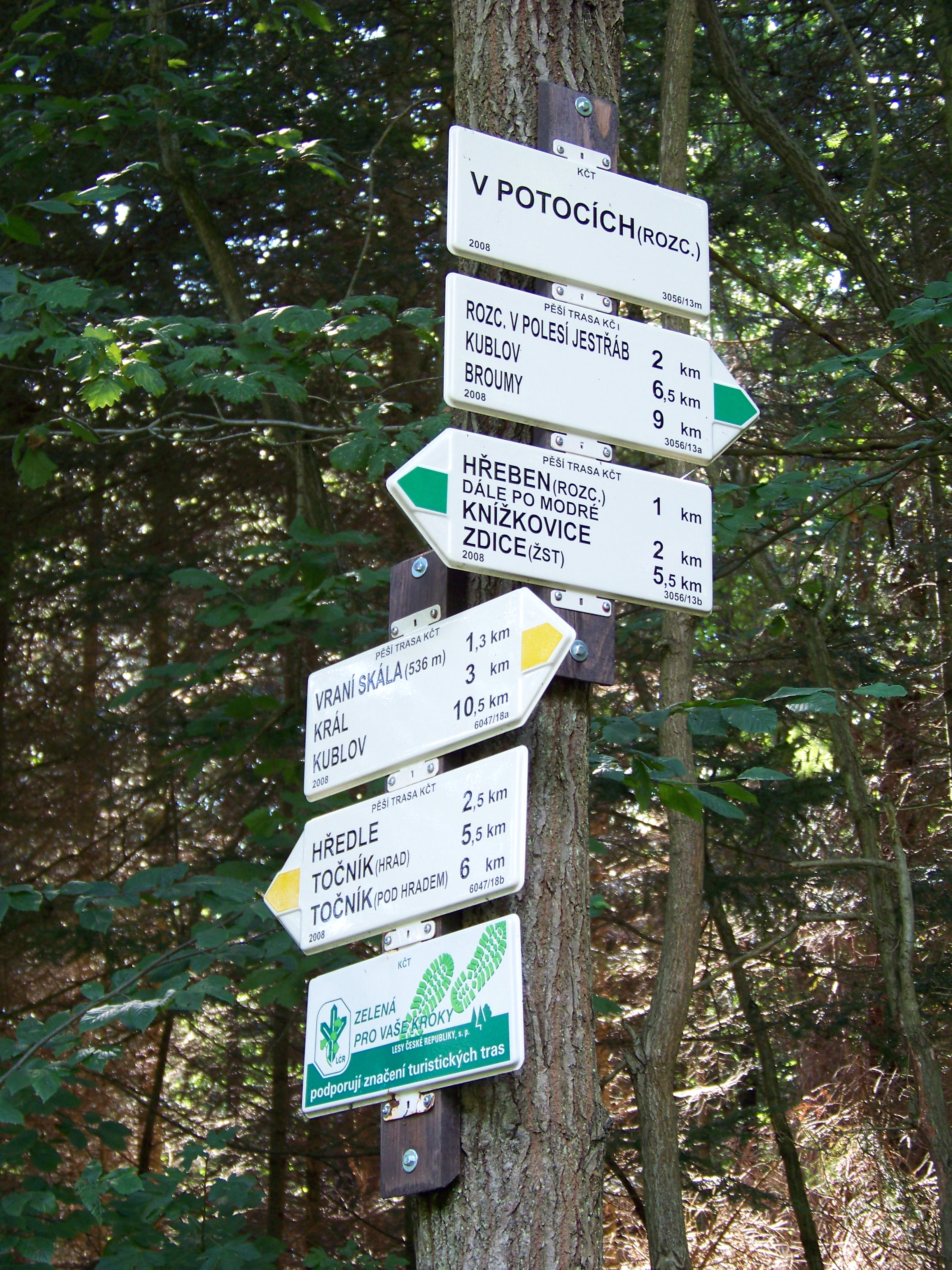
Rozcestník V Potocích
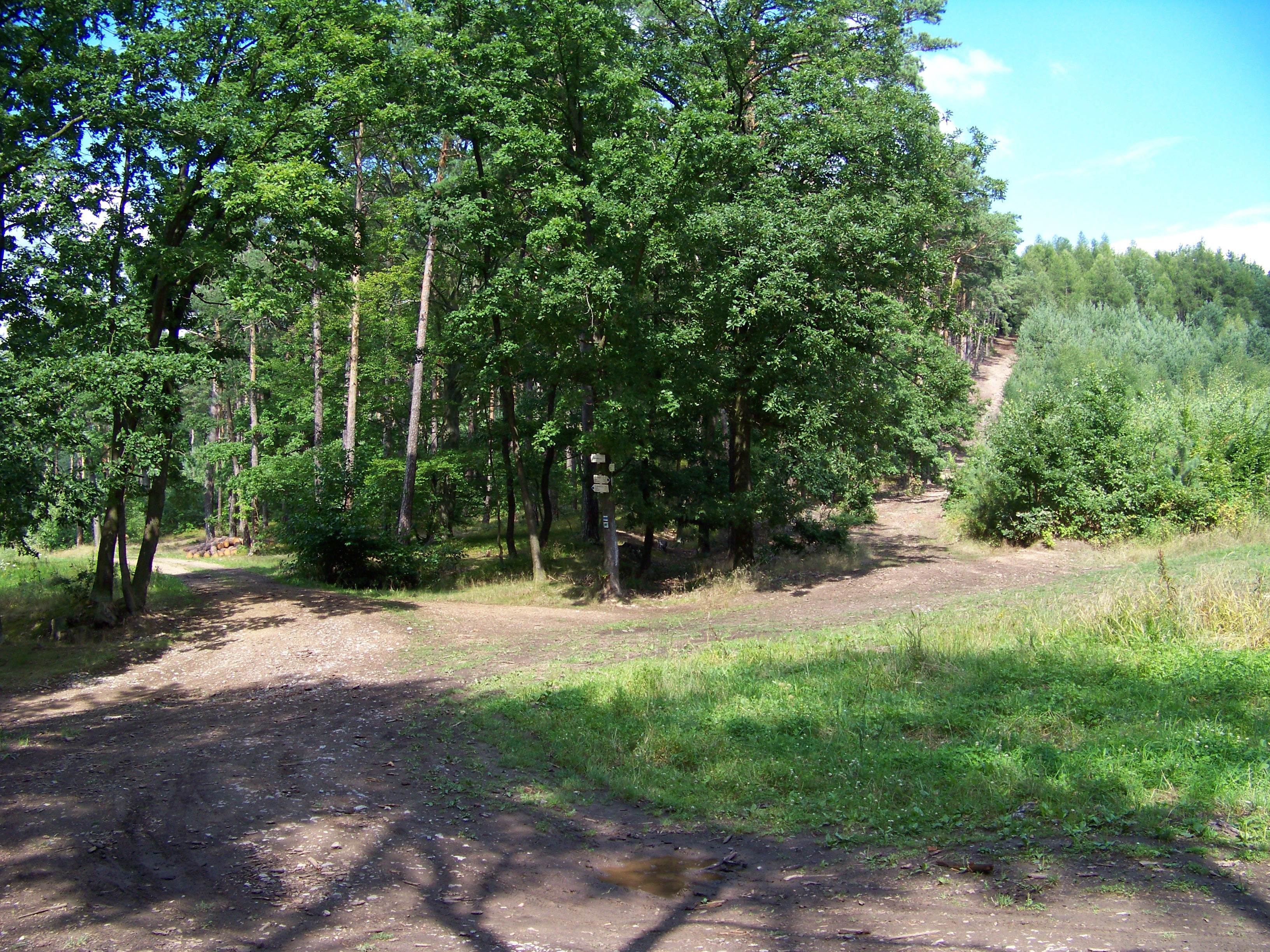
Zdice, rozcestí Hřeben, pohled k Hřebeni